# Hilma Tengmark
Hilma Regina Tengmark , född 10 oktober 1849 i Jakob och Johannes församling, Stockholm, död 2 augusti 1922 i Oscars församling i Stockholm, var en svensk friherrinna och skådespelare. Hon var engagerad vid Dramaten 1869-70 och vid Svenska Teatern i Helsingfors 1870-1875.
Hon uppträdde vid Anders Selinders elevteater 1862, och blev elev vid Dramatens elevskola 1865. Hon debuterade på Dramaten 1869. Tengmark var en uppskattad aktör under sin tid vid Svenska Teatern i Helsingfors 1870-1875. 
Hon gifte sig 1875 med brukspatronen friherre Sten Wilhelm Theodor Ankarcrona (född den 12 juli 1819, död den 6 december 1894). 